# Dolina Białobrzeska
Dolina Białobrzeska (318.85) – mezoregion fizycznogeograficzny w centralnej Polsce, stanowiący środkową część Wzniesień Południowomazowieckich. Region graniczy od zachodu ze Wzgórzami Radomszczańskimi, od północy z Równiną Piotrkowską i Wysoczyzną Rawską, od wschodu z Równiną Kozienicką a od południa z Równiną Radomską i Wzgórzami Opoczyńskimi. Na północnym wschodzie region styka się z Równiną Warszawską. Dolina Białobrzeska leży na pograniczu województw łódzkiego i mazowieckiego i bierze swą nazwę od miasta Białobrzegi.
Region ciągnie się na 65-kilometrowym odcinku wzdłuż doliny Pilicy od Tomaszowa Mazowieckiego do Białobrzegów (szerokość 2–4 km). Na obszarze Doliny Białobrzeskiej znajdują się rezerwaty leśne Tomczyce i Żądłowice oraz rezerwat przyrody Niebieskie Źródła (wywierzysko). W okresie zlodowacenia środkowopolskiego obszar ten pełnił funkcję doliny marginalnej.
Głównymi ośrodkami miejskimi regionu są Tomaszów Mazowiecki, Białobrzegi, Nowe Miasto nad Pilicą i Wyśmierzyce, ponadto miejscowości Inowłódz i Rzeczyca.
Dolina Białobrzeska rozpościera się na terenie gmin: Tomaszów Mazowiecki, Sławno, Opoczno, Inowłódz, Poświętne, Rzeczyca, Odrzywół, Nowe Miasto nad Pilicą, Mogielnica, Wyśmierzyce, Promna, Radzanów i Białobrzegi.